# Шевалье, Томас
Томас Шевалье (3 ноября 1767 — 9 июня 1824) — британский хирург, анатом, педагог и переводчик.
Родился в Лондоне, его дед был французским протестантом, эмигрировавшим из Орлеана после отмены Нантского эдикта. Биографических сведений о его жизни сохранилось мало. С его слов, он изучал анатомию под руководством Мэттью Бейли и окончил Кембриджский университет, однако доказательств этому нет. В 1797 году, уже будучи членом Лондонского общества хирургов, написал памфлет, которым содействовал преобразованию общества в медицинский колледж, в котором затем стал профессором анатомии. Впоследствии получил должность лектора по хирургии, сотрудника Вестминстерской амбулатории и личного хирурга принца Уэльского. Впоследствии стал достаточно известным лектором и автором целого ряда сочинений о хирургии, отмеченных различными наградами. Также был известен как переводчик ряда научных трактатов с французского на английский.
Главные работы: Introduction to a Course of Lectures on the Operations of Surgery (1801), Treatise on Gunshot Wounds (1803, 3-е издание — 1806), General Structure of the Human Body and the Anatomy and Functions of the Skin (1823, 8 частей, несколько изданий).